# Guillaume Beneman
Guillaume Beneman (Benneman) (ur. 1750, zm. po 1803) – ebenista francuski pochodzenia niemieckiego. Tworzył w stylu Ludwika XVI. Po przybyciu do Paryża został w 1785 mistrzem, a następnie otrzymał tytuł królewskiego ebenisty i głównego dostawcy dworu. Jego awans na te stanowiska był związany z odsunięciem od pracy J. H. Riesenera, którego projekty okazały się zbyt drogie dla pogrążającego się w kłopotach dworu. 
G. Beneman był zatrudniony przy rekonstrukcji mebli jak również w tworzeniu i wykonywaniu nowych obiektów. Wykonał meble dla pałacu w Saint-Cloud i pałacu Nesle w Paryżu. W czasach konsulatu produkował meble według projektów Perciera.
Meble Benemana były masywne i bogato dekorowane. Ozdabiane były okuciami z brązu i porcelanowymi plakietkami.